# Inekon 01 Trio

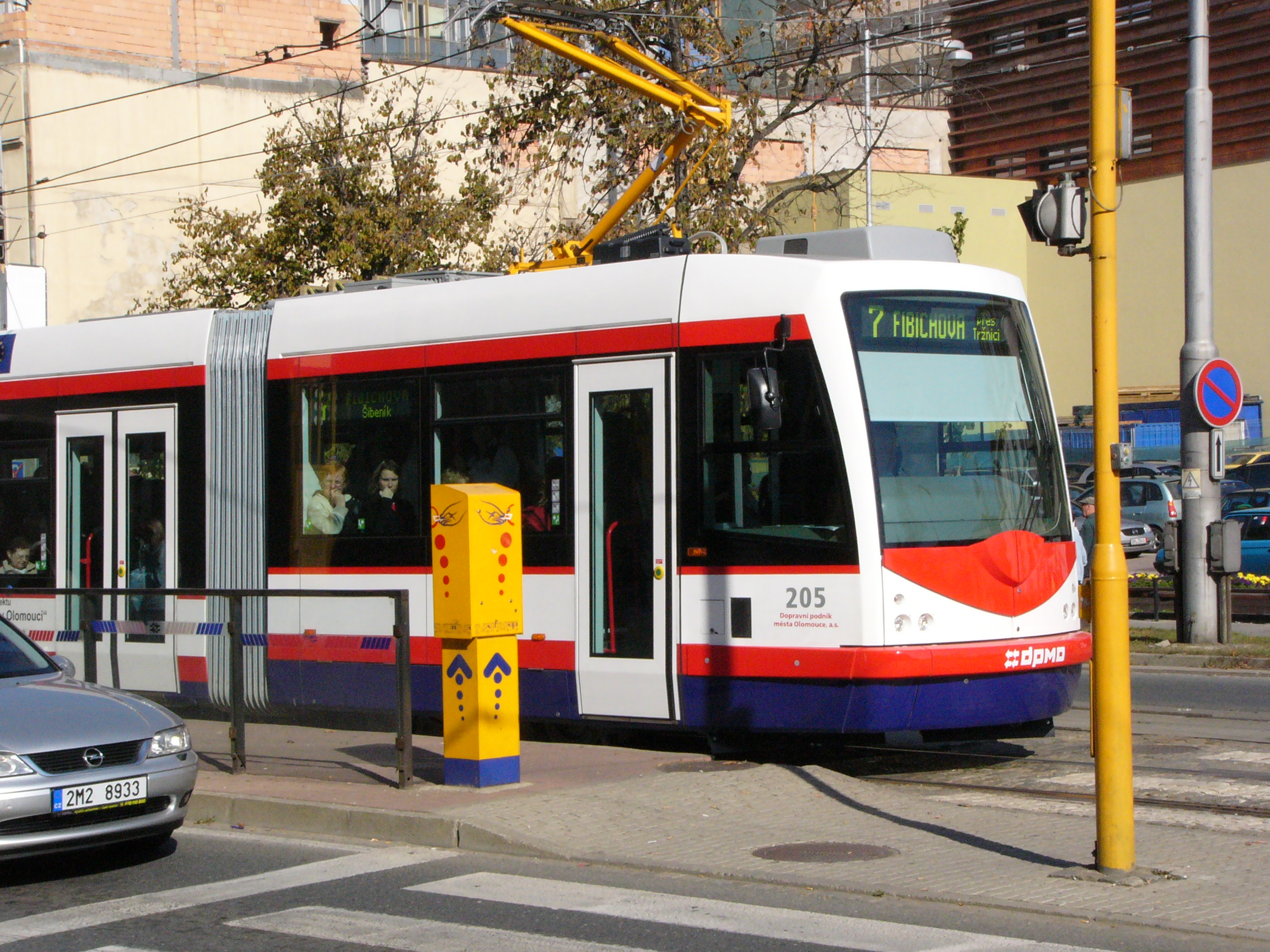
Inekon 01 Trio w Ołomuńcu

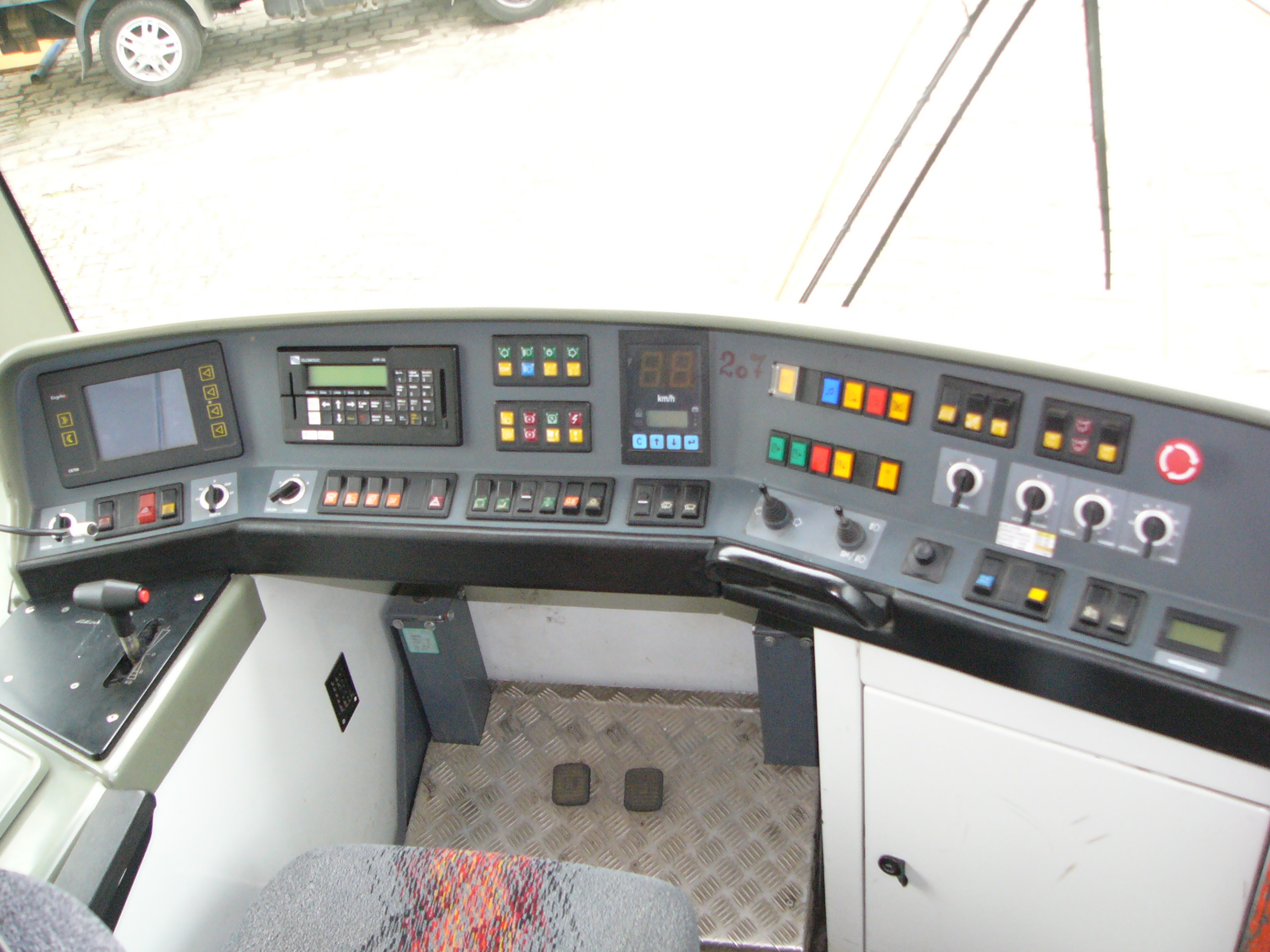
Pulpit motorniczego

Inekon 01 Trio – oznaczenie tramwaju wytwarzanego od 2002 r. przez czeską firmę Inekon Trams a.s. z siedzibą w Ostrawie, założoną przez spółkę Inekon Group a.s we współpracy z Przedsiębiorstwem Komunikacyjnym Ostrawa (DPO). 

## Konstrukcja
Produkcji tramwajów Inekon 01 Trio podjęła się firma Inekon, jeden z kooperantów Škoda Transportation, stąd też ich konstrukcja bazuje na modelu Škoda 03 T.
Jest to jednokierunkowy, czteroosiowy wagon silnikowy, mający 50% niskiej podłogi. Składa się z trzech członów (środkowy dwukrotnie dłuższy od skrajnych), połączonych przegubami. Wysokość podłogi w środkowym członie wynosi 350 mm, natomiast w dwóch pozostałych – 780 mm. Po prawej stronie znajduje się czworo drzwi (dwoje pojedynczych w skrajnych członach i dwoje podwójnych w środkowym). Ogólna liczba miejsc wynosi 140, w tym 41 siedzących i 99 stojących. Wyposażenie elektryczne umieszczone jest na dachu tramwaju. Inekon 01 Trio ma cztery silniki, każdy o mocy 90 kilowatów.
Istnieje też jego dwukierunkowa wersja, oznaczona Inekon 12 Trio.

## Prototypy
Pierwszy prototypowy Inekon 01 Trio powstał w 2002 r. Po koniecznych jazdach próbnych uzyskał pozwolenie od Urzędu Kolejowego (czes. Drážní úřad) i wyjechał w roku 2003 na ulice Ostrawy oznaczony numerem taborowym 1251. Drugi prototyp wyprodukowano w 2003 r. i również jeździł on w Ostrawie (numer taborowy 1252).

## Eksploatacja
Tramwaje Inekon 01 Trio eksploatowane są w dwóch czeskich miastach:
- Ołomuńcu – trzy sztuki dostarczone w roku 2006, numery taborowe: 205–207.
- Ostrawie – dziewięć sztuk dostarczonych w latach 2002–2005, numery taborowe: 1251–1259.